# Rio Glodeni
O Rio Glodeni é um rio da Romênia, afluente do Rio Siret, localizado no distrito de Bacău.